# کاری کن بهت افتخار کنم
«کاری کن بهت افتخار کنم» (به انگلیسی: Make Me Proud) تک‌آهنگی از هنرمند اهل کانادا دریک، نیکی میناژ است که در ۱۶ اکتبر ۲۰۱۱ منتشر شد. این تک‌آهنگ در آلبوم مراقبت (آلبوم) قرار داشت.
این تک‌آهنگ در چارت‌های ، در رتبه اول و در چارت‌های جزو ده ترانه اول قرار گرفت.